# 7258 Pettarin
7258 Pettarin è un asteroide della fascia principale. Scoperto nel 1994, presenta un'orbita caratterizzata da un semiasse maggiore pari a 2,6036204 UA e da un'eccentricità di 0,0976512, inclinata di 12,13765° rispetto all'eclittica.